# Postreiter-Verlag
Der Postreiter-Verlag war ein Verlag in Halle (Saale) von 1947 bis 1998.

## Geschichte

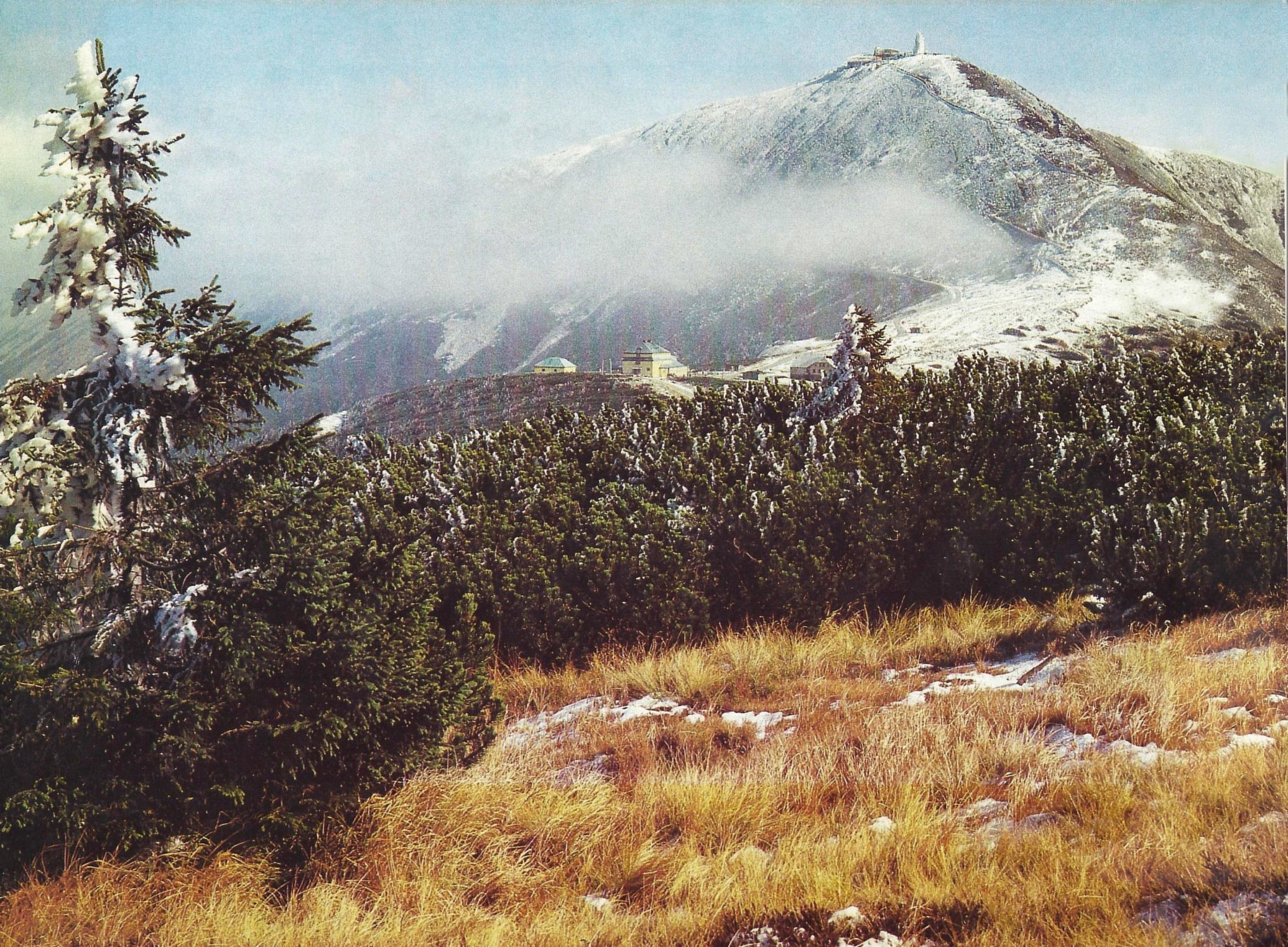
Bergkalender, 1982, Schneekoppe

Im Juli 1947 gründete Gustav Koepper (1872–1969) den Postreiter-Verlag Gustav Koepper K.G. mit Sitz in Halle. Das Verlagsgebäude befand sich in der Ernst-Toller-Straße 18. Er gab dort zunächst Glückwunschkarten und Briefmarkenalben, später Ansichtskarten und Naturkalender heraus. 1958 akzeptierte er eine staatliche Beteiligung. Seit dieser Zeit erschienen dort vor allem Kinderbücher. 1972 wurde er zum VEB Postreiter-Verlag verstaatlicht. Danach entwickelte er sich zum zweitgrößten Kinderbuchverlag der DDR.
Eine bedeutende Zahl von Malern und Grafikern der DDR schuf Buchillustrationen für den Verlag, u. a. Rainer Flieger, Regine Grube-Heinecke, Barbara Henniger, Egbert Herfurth, Sonja Kleemann, Dagmar Kunze (1941–2023), Christine Richter (* 1951), Heinz Schietzelt, Rudolf Schossig, Hans Ticha, Wolfgang Würfel und Reiner Zieger.
Um 1990 wurde der Postreiter-Verlag vom Sellier Verlag aus München übernommen. 1994 wurde er dem Kinderbuchverlag angegliedert. Am 30. September 1998 erfolgte die Abmeldung als eigenständiger Verlag beim Börsenverein des Deutschen Buchhandels. 1999 erschienen letztmals unter dem Logo des Postreiter-Verlags mehrere Bücher, zum Beispiel die 2. Auflage von „Der Saalaffe“. Sagen aus Halle und Umgebung von Manfred Lemmer.